# Óblast de Maguilov
El óblast de Maguilov, también Moguilev o Mogilev (en bielorruso: Магілёўская вобласць; en ruso: Могилёвская область), es una de las seis regiones que conforman la República de Bielorrusia, con capital en Maguilov.

## Características
Su población es de 1.169.100 personas (estimación de 2004). Tiene una superficie de 29.000 km², que para efectos comparativos es similar a la de Albania. 
Junto al óblast de Gómel, Maguilov fue la región más afectada por el accidente de Chernóbil.

## Subdivisión territorial
- Asipovichy
- Bialýnichy
- Babruysk
- Bychov
- Chavusy
- Cherykov
- Glusk
- Gorki
- Drybin
- Khotsimsk
- Kirawsk
- Klímavichy
- Klichaw
- Krasnapolle
- Krychov
- Kruhlaye
- Kastsyukóvichy
- Maguilov
- Mstsislov
- Slawharad
- Shklov

## Demografía

Composición étnica de los raiones de la provincia de Maguilov según el censo de 2009
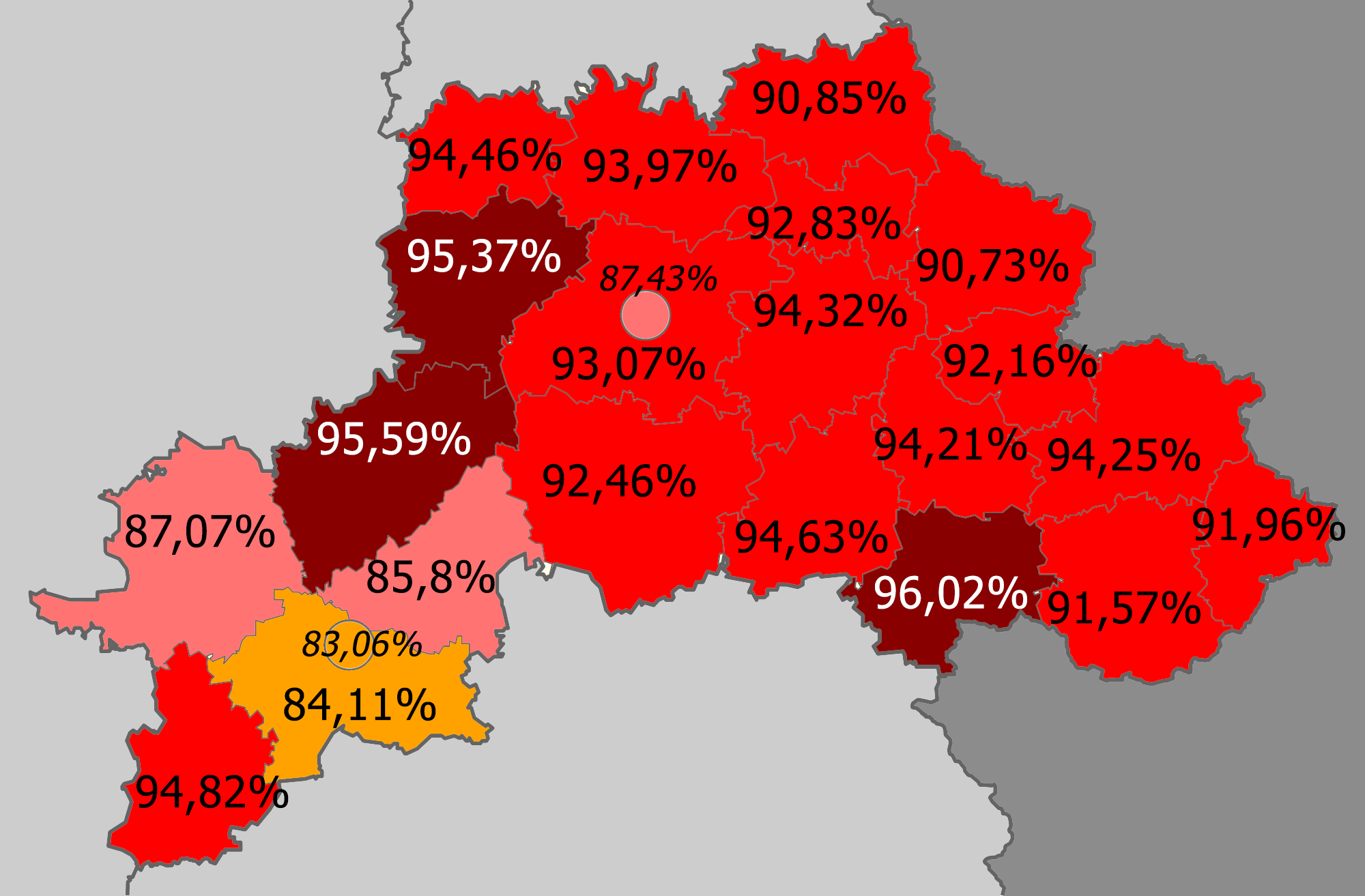
Bielorrusos en la provincia     >95%     90–95%     85—90%     <85%
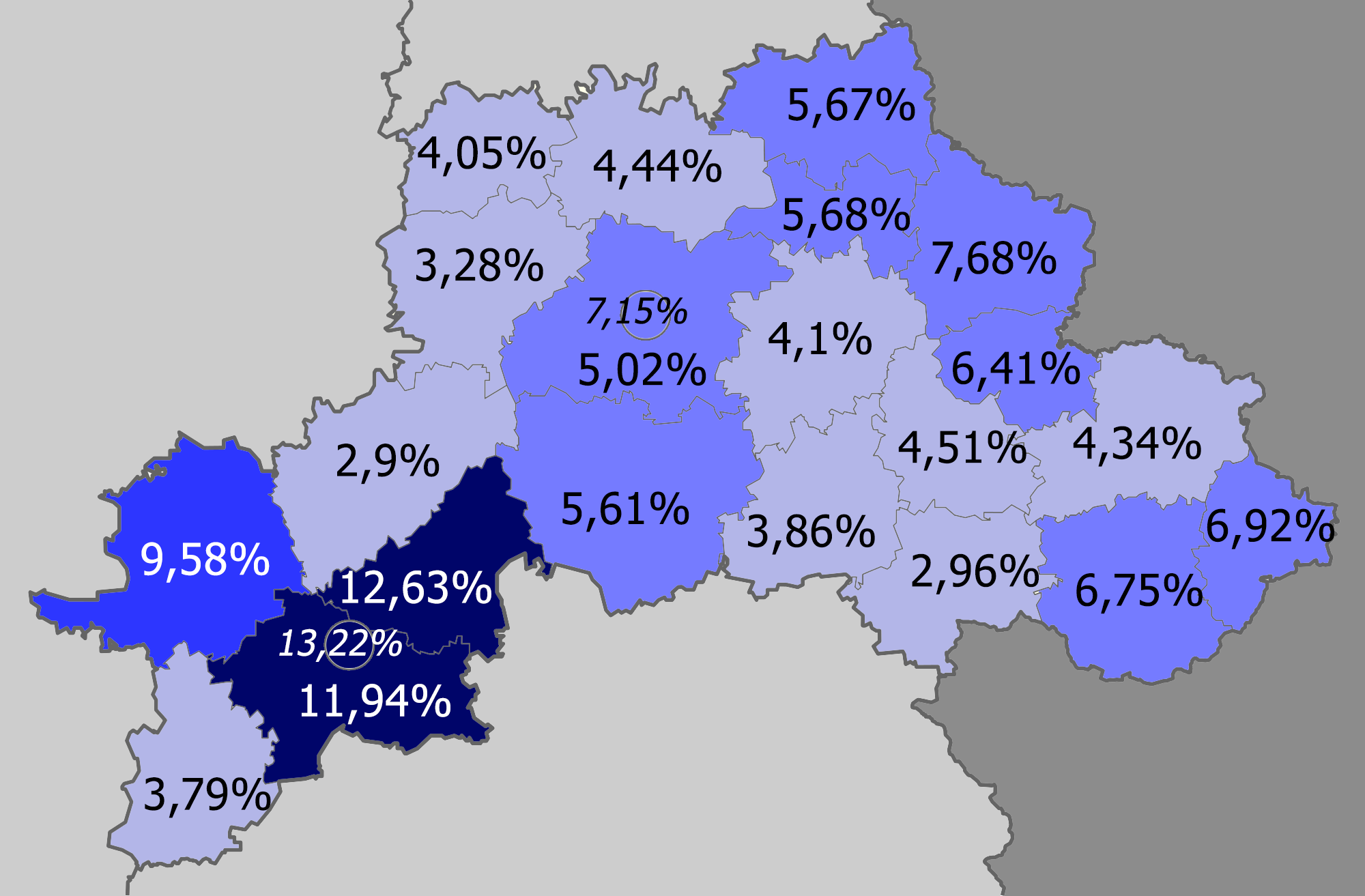
Rusos en la provincia     >10%     8–10%     5–8%     <5%